# Хомосексуалност
Хомосексуалността означава романтично привличане, сексуално привличане или сексуални действия между представители на един и същ пол. Тя е вид сексуална ориентация и като такава представлява „траен модел на или предразположение към изпитване на чувства на привързаност или сексуално и романтично привличане“ предимно или изцяло към хора от същия пол. Тя се отнася още до чувството за идентичност на човека на базата на това привличане, свързаните с него поведения, както и чувството за принадлежност към общност от други, които споделят същите влечения.
Терминът гей най-често се използва за хомосексуални мъже, а лесбийка е терминът за хомосексуалните жени. Понякога терминът гей се използва и като наименование на хомосексуалните жени особено в английски, и е синоним на хомосексуалността въобще.
Обектът на сексуално влечение е основната разлика между хомосексуалност, хетеросексуалност и бисексуалност, макар че става въпрос и за идентичност и чувство за принадлежност към група от хора с подобна ориентация. Някои хора, които правят секс с други от същия пол, например, не чувстват подобна принадлежност. Дори и човек да не се самоопределя като хомосексуален, терминът може да се ползва като описание на сексуална активност със същия пол независимо от сексуалната му ориентация.
Антрополозите определят три основни типа хомосексуална връзка: егалитарна, полово структурирана и възрастово структурирана. От тези три вида един обикновено е доминантен за дадено общество или култура в даден исторически период. (вж. Антропология) Предвид че има различни биологически, исторически и психосоциални компоненти на секса и пола, нито един универсален етикет или определение няма да пасне на всички.

## Етимология и употреба
Думата хомосексуалност е формирана от гръцката представка homo („еднакъв“) и латинския корен sex („секс“ или „пол“). Думата е изкована от австро-унгарския журналист и борец за човешки права Карл Мария Кертбени през 1868 година.
Като термин хомосексуалност може да се използва за описание на сексуална ориентация, сексуален опит или самоопределяне. Някои отхвърлят термина като твърде сух, дълъг за произнасяне, на английски дори за клиничен и дехуманизираш, като една от причините е, че според тях той свежда хомосексуалните отношения ограничаващо до секса, но не отразява чисто романтичните чувства, емоционалността и т.н. Така в английски език се налагат термините гей и лесбийка, което е валидно в някаква степен и в България (специално в ЛГБТ общността), в случая заради тяхната конкретика. Първите им букви съответно присъстват в акронима ЛГБТ (още – ГЛБТ, където Б и Т се отнасят съответно до бисексуалните и транссексуалните). Други предпочитат вместо гей или лесбийка термина хомосексуален или дори пансексуален, предвид че биват възприемани от тях като категоризация на специфичната им сексуална ориентация повече, отколкото като маркер за принадлежност към ЛГБТ общността, като определена културна или социо-политическа група, с която те не се идентифицират, както е при предходните.
В българския език думата гей е съществително от мъжки род (един гей, гейове), но може да се използва и със синтактичната функция на определение (гей хора, гей мъже, гей жени, гей общност). Като синтактично определение гей обхваща не само хомосексуалните мъже, но твърде често и хомосексуалните жени, а в някои случаи се употребява и генерално за всички нехетеросексуални. В този смисъл, вместо прилагателното лесбийски (например лесбийска двойка) може да се използва „гей“ (гей двойка).
Въпреки че в миналото терминът хомосексуален е употребяван и в несексуален смисъл (например по отношение на девическите училища, тоест тук има значение на учащи от един (homo) пол (sex) ), поради включването с времето на значения за сексуалност в английски (иначе думата е с много стара употреба), днес думата се използва изключително за сексуално привличане и дори предните значения имат намалена употреба, тоест те са се архаизирали. Терминът „хомосоциален“ се използва за прояви, които не са специфично сексуални.
Използваните в по-старата литература определения като хомофилия, инверсия, мъжеложство или девиация не се употребяват в съвременната научна литература. Съществуват и други терминологични подходи, включително описателни такива, с цел да се контретизира спецификата на контакта. Например, мъж, който прави секс с мъже (МСМ) понякога се използва от медицинската общност, когато например се дискутира сексуалното поведение. „Еднополово влечение“ (в сексологията) се фокусира върху спонтанната сексуалност, но измества смисъла от идентификацията със социална или културна група и оставя отворена възможността за паралелно съществуващи други сексуални желания. Синоним на тази формулировка е „хомоеротично“ – термин, използван както в психологията, така и антропологията, за да означи чувства и влечения, така и в теорията на изкуството.
Според Речника на българския език на БАН терминът педерастия означава „хомосексуално влечение или отношения, връзки между лица от мъжки пол, особено когато едното е малко момче“. Използването му като синоним на хомосексуалност е неправилно, тъй като в основното си значение „педерастия“ обозначава само един тясно ограничен вид любовни отношения – между зрели мъже и юноши, подобно на тези в Древна Гърция. Използването му извън историческото значение на понятието е като пейоратив в разговорния фонд.
Вулгарни и силно обидни синоними, маркиращи дискриминативни нагласи към ЛГБТ групите и използвани предимно жаргонно от някои хетеросексуални, са „педераслък“ (за хомосексуалност) и „педерас“ (без „т“ накрая) – за хомосексуален. „Педал“ в смисъл на „хомосексуален“ е донякъде български еквивалент на английското жаргонно „faggot“ (с основно значение „кюфте от карантия“) или руското „гомик“ (пренебрежителна деминутивна форма от „гомосексуалист“). (Вж. хомофобия и хетеросексизъм)
Различни неологизми също намират свое място в теорията за сексуалната ориентираност, като хетерофлекс (самоопределящо се като хетеросексуално лице, което от време на време „практикува“ еднополови контакти онлайн) или метросексуален за означаване на хетеросексуален мъж със стереотипна гей външност и общи предпочитания за храната, мода, поведение и дизайн.
В българския език, понятията хомосексуалност и хомосексуален (човек) все още са употребявани заедно с дерогативното хомосексуализъм в сексоложката литература или са употребявани самостоятелно без дерогативни примеси в съвременната хуманитаристика, както и конкретно литературата по въпросите на хомосексуалността (джендър и куиър изследвания, феминизъм, постмодернизъм, съвременна критика, философия и прочее хуманитарни изследвания). Голяма част от хомосексуалните хора не желаят да се идентифицират или да бъдат идентифицирани с понятията хомосексуализъм и хомосексуалист. Другата причина е неравнопоставеността между понятията „хетеросексуалност“ и „хомосексуализъм“. Някои български ЛГТБ организации и активисти правят опити да наложат употребата на хомосексуалност и хомосексуален.

## Сексуалност и идентичност
Сексуалната ориентация не е само изолирано лично качество, ами определя също така съвкупността от хора, с които човек би могъл да има романтични и сексуални отношения. Освен това се отнася и до чувството за лична и социална идентичност, създадено от привличането към определени полове. Има и пряка връзка с чувството за принадлежност към групата на хората, които изпитват подобно привличане към същите полове. Понятието е неразделно от интимните отношения с други хора, дори и чрез действия като държане на ръце или целуване.

### Сексуална идентичност и флуидност
Нерядко сексуалната ориентация и сексуалната идентичност като термини се смесват, което може да доведе до ограничено разглеждане на двете неща у един човек. Въпреки че се припокриват, тези понятия се отнасят за отделни неща. Сексуална идентичност е по-общото понятие. Отнася се за начина, по който човек гледа на себе си по отношение на своето сексуално или романтично привличане към други хора. Много хора чувстват принадлежност към определено понятие, описващо сексуалната им ориентация (напр. бисексуалност или пансексуалност), а някои предпочитат да не се самоопределят с конкретен термин. Сексуалната идентичност може да има връзка с пола и сексуалното поведение, а може и да няма.
Сексуалната идентичност може да се промени в зависимост от много фактори, като например история на връзките или чувство за принадлежност към определена субкултура в ЛГБТ обществото. Сексуалната ориентация (конкретното привличане към определен пол или полове) обикновено е стабилна и при повечето хора остава една и съща през целия им живот. Има научни сведения, че при някои хора сексуалната ориентация може и да се промени, като това по-често е наблюдавано при жените. Явлението се нарича „сексуална флуидност“ или гъвкавост. Това не означава, че тя е личен избор. Напротив, сексуалната ориентация не е по избор. Тя също така не може да бъде променена чрез психотерапия.

### Полова идентичност
Сред първите автори върху хомосексуалността се наблюдава идеята, че сексуалната идентичност е свързана с половата идентичност, тоест една жена осъзнаваща себе си като жена не би трябвало да бъде хомосексуална. В действителност това не е така. Много от мъжествените, „мислещи по мъжки“ силни жени са хетеросексуални, както и много лесбийки са женствени и осъзнаващи се като жени. В този смисъл джендър идентичността днес се смята за различна от сексуалността, като трансджендър хората имат различни като процент привличания към мъже, жени или и двата пола.

## Разкриване
Хомосексуалността е свързана с така нареченото разкриване (coming out – излизане наяве, откриване), което в английския език се ползва като термин за взаимосвързаните осъзнаване, себеприемане, както и разкриване пред приятели или общността. Приема се, че вътрешното разкриване е разбирането на себе си и осъзнаването. Това е свързано и с вътрешното приемане. Разкриването пред приятели или колеги е свързано и с това, което се нарича трета фаза на разкриване – идентификацията, идентифицирането с ЛГБТ общността.

## История
Съвременното разбиране и идентифициране на хомосексуалността до голяма степен е продукт на Западната култура от 19 и особено втората половина на 20 век. Тя не е идентична на проявите и схващанията за хомосексуалността в по-старите епохи и култури.

### Африка
Най-старите запазени днес паметници, доказващи наличието на хомосексуални отношения, са от Древен Египет. Открити са множество релефи и рисунки, изобразяващи мъже в интимни пози, както и обща гробница на двама придворни сановници с текстове и изображения, потвърждаващи тяхната любов и съжителство.
По сведения на Е. Еванс-Причард, сред племената азанде в Северно Конго било практика младите воини официално да встъпват в интимна връзка с юноши. За целта те трябвало да ги откупят от бащите им, точно както се откупва булка, и да ги отведат в домовете си. Този съюз продължавал няколко години и едва след това мъжете можели да се женят.

### Европа
Най-старите европейски образци са от Древна Гърция, където еднополовите връзки между мъже понякога служат за педагогически инструмент и контрол над раждаемостта. Изследователи на епохата, като Кенет Доувър, обясняват че тези взаимоотношения не са били заместител на брака между мъж и жена, а са съществували като негова предпоставка и допълнение. Сред древните гърци била възприета педерастията, но не и отношенията между зрели мъже с равнопоставен социален статус. По традиция зрелият мъж (erastes – любовник) избирал юноша за свой любим (eromenos) и го превръщал в обект на посвещение и обожание. Очаквало се любовникът да осигури на любимия си необходимото обучение, да го закриля и насочва в процеса на възмъжаване, и да го издигне до съответния статус на свободен гражданин.
Изследователят Жак Кораз пояснява, че в древен Крит жененият знатен мъж ухажвал любимия си младеж, водел го на обществени пирове със себе си, правел му подаръци, засвидетелствал уважение към родителите му. Когато момчето навършело пълнолетие, любовникът отивал в дома му със свои роднини и приятели и тържествено го поисквал от родителите му, при което оставял в замяна големи дарове. След това го отвеждал при собствения си род, където се устройвало празненство, както при сватба. Същата вечер осъществявали ритуално сношение, при което предаването на семето от зрелия мъж на възмъжаващия юноша представлявало последен етап от съзряването на момчето. Чрез семето то приемало мъдростта и оплодителните способности на вече зрелия и утвърден в обществото мъж и едва тогава се смятало готово да се ожени и да стане глава на семейство.
Свидетелства за хомосексуалната любов между жени имаме от Древна Гърция и по-точно о. Лесбос, където между 630 и 612 година преди новата ера е родена писателката Сафо. Страстната ѝ любов и към двата пола е запазена в стихове, макар описание на физически актове да няма или предположенията за такива да са въпрос на дебат. Педагогически еротични отношения са също документирани от Спарта, заедно с атлетичната голота на жени. Платоновият Пир също споменава жени, които „не се интересуват от мъже, но имат женски привързаности“.
Все пак представата, че хомосексуалните връзки са широко разпространени в Древна Гърция е неточна, предвид че трябва да се прави разлика между отделните полиси – в дорийските държави като Спарта, Крит и Тива подобни връзки често са поощрявани, докато в Атина и в останалите гръцки полиси те са разпространени в ограничени кръгове и са осъждани от общественото мнение.
Градовете-държави в Северна Италия, в частност Флоренция и Венеция, били известни с ширещите се в тях еднополови отношения между мъже, които били структурирани според античния модел (т.е. педерастия). Доказателства за това излагат Михаел Рок и Гуидо Ругиеро в последните си изследвания.

### Америка
Сред индианците в Северна Америка, основната проява на еднополови отношения била свързана с т.нар. хора с двойствен дух. Това били момчета, които в ранна възраст приемали женска социална и сексуална роля, и продължавали живота си като жени. Те имали висок авторитет сред племето, защото се вярвало че имат шамански способности. Било обичайно мъжете да осъществяват сексуални контакти с тях, и били особено ценени за съпруги.
Хомосексуалните контакти били разпространени и сред племената от Латинска Америка. Доказателство за това са множеството гравюри и рисунки, изобразяващи екзекуции на „содомити“ от испанските завоеватели.

### Азия
В Древна Индия хомосексуалните сношения се възприемали като част от култа към някои (андрогинни) божества, а също били широко разпространени сред аристокрацията. Било прието представители на транссексуалната каста хиджра да предоставят сексуални услуги на посещаващите храма знатни мъже. Смятало се, че с този акт се почитат боговете на плодородието.
В Източна Азия хомосексуалните отношения са били стандартна част от обществения живот, в Китай още от 600 г. пр.н.е., а в Япония – поне отпреди хиляда години. Такива отношения отново имали педерастичен характер и били повлияни от различията във възрастта и социалното положение. Подобни отношения, описвани от Цзяо Хшечин в „Хонг Лу Менг“ (Сън от червената стая) и „Ши Ту Чжи“ (Хроника на камъка), изглеждат също толкова обичайни, както и хетеросексуалните романси.
В Япония хомосексуалната традиция предполагала възрастните самураи да поддържат интимни контакти със своите ученици. Любовници-момчета имал дори шогунът. Хомосексуалните връзки били и част от манастирския живот в някои будистки манастири. Тези традиции се наричат шу-до (Пътят на младите) или наншоку (Мъжките цветове) – наименования, които са преки влияния от китайската традиция. И тук тези връзки били възрастово структурирани, т.е имали педерастичен характер.
В Тайланд хомосексуалните отношения имат дълга история. Т.нар. катоей (женствени момчета) били характерни за тайландското общество в продължение на векове. Те се обличали като момичета и на това не се обръщало особено обществено внимание, макар че традиционно родителите били разочаровани, ако някой от синовете им станел катоей. Будистките традиции, широко разпространени в Тайланд, приемали съществуването на трети пол.
В Централна Азия, в районите около Пътя на коприната, традициите на Изтока и Запада се срещали и това резултирало в появата на ясно очертана хомосексуална култура. Тя била центрирана върху т.нар. бачи (узбекски вариант на персийското бачхе – пасивен партньор), т.е. непълнолетни момчета, които пеели еротични песни и танцували с дрехи, грим и маниери, наподобяващи женските. Бачите били подготвяни за такива от деца и се занимавали с това до момента, в който им порастяла брада. Макар традицията да била прекъсната от сталинистките репресии и морални норми, ранните руски изследователи успели да документират тези практики.
Сред обществата от Меланезия, хомосексуалността е била интегрална част от културата. Сред племената от Папуа Нова Гвинея се счита за важна ритуална отговорност младежът да поддържа сексуална връзка с мъж, в периода на своето възмъжаване. В тази връзка, както и в Древна Гърция, младият партньор поемал пасивната роля. Вярвало се, че чрез спермата той поема мъдростта, знанието и способностите на зрелия мъж. Много меланезийски общества обаче са станали по-малко толерантни към хомосексуалността, след налагането на християнството от европейски мисионери.

### Исторически личности
Смята се, че личности като Александър Велики, Платон, император Адриан, Вергилий, Леонардо да Винчи, Микеланджело и др. са поддържали еднополови връзки и/или сексуални контакти. В този смисъл, те могат да бъдат наречени „хомосексуални“ или „бисексуални“, но това би било анахронизъм, тъй като по тяхното време социалната характеристика на сексуалността е била съвсем различна от днешната. Често, например, определен вид еднополови отношения или определена роля в тях, не са били възприемани като излизащи от хетеросексуалната рамка. Подобно е положението днес в Латинска Америка и в някои други мачистки култури.
Прави впечатление, че фактите характеризиращи някоя историческа личност като хетеросексуална рядко предизвикват такива противоречия. Тенденцията сред историците да приемат хетеросексуалността на значими фигури по подразбиране, а да оспорват евентуалната им хомосексуалност, често се обяснява с хетеронормативността.

### В наши дни
През последните десетилетия, донякъде поради сходното си положение, хомосексуалните хора в Западната цивилизация са развили обща култура. Въпреки това не всички хомосексуални се чувстват част от нея, а много от тях изрично отказват да бъдат идентифицирани с тази култура.

## Демография
Броят на хомосексуалните и тяхното разпространение варира значително в различните източници. Този въпрос често е обект на спекулации и бива използван като пропагандно средство в подкрепа на различни про- и анти-гей настроения.
Дори когато проучванията се правят максимално съвестно и обективно, съществува сериозният проблем с идентификацията. А именно – поради негативната социална и емоционална натовареност на въпроса, много от хората, които имат хомосексуални желания и нужди или не ги признават, или въпреки това не се идентифицират като хомосексуални. Актуален е и въпросът за демографското определяне на хомосексуалността: следва ли да бъдат считани за хомосексуални тези хора, които не са имали никога хомосексуален контакт, но имат хомоеротични фантазии и изпитват хомоеротични чувства. Тези проблеми имат съществено отражение и в статистическото отчитане на хомосексуалните. Общата тенденция е, че в страни с по-либерална култура и с по-развита демокрация, повече хора дръзват да заявят своята сексуалност и в резултат там хомосексуалните са по-голям процент.
Повечето източници са единодушни по въпроса, че броят на поддържащите продължително време хомосексуални интимни контакти е далеч по-малък от тези, които са имали инцидентни такива. Докладите на Кинси – едно от най-мащабните проучвания на човешката сексуалност – посочват, че 37% от изследваните са имали поне един еднополов контакт, завършил с оргазъм, а 10% „на възраст между 16 и 55 години са повече или по-малко преимуществено хомосексуално ориентирани в продължение на повече от три години“. Според изследването на Алфред Кинси общият процент жени, които до 45-годишна възраст са имали някакъв хомосексуален контакт, довел ги до оргазъм, е 13%.

## Закони, политики, общество
| Хомосексуалността е законна | Хомосексуалността е незаконна                                         |
| --- | --------------------------------------------------------------------- |
| Еднополов брак Друг вид партньорство (или извънбрачно съжителство) Еднополовият брак се признава, но не е въведен Не се признават еднополови двойки | Малко наказание Голямо наказание Изпращане в затвор Смъртно наказание |

През ноември 2008 щатът Калифорния обявява за незаконно сключването на хомосексуални бракове. Впоследствие, през 2012 г. решението е счетено за противоконституционно.
В Индия, през 2009 г. Съдът на Ню Делхи отменя законовата разпоредба от 1861 г. (член 377 от Наказателния кодекс на Индия), който криминализира хомосексуалните отношения и наказва практикуващите ги с до 10 години затвор и глоба. През декември 2013 г., Върховният съд на Индия отменя това решение, с мотива, че въпросът трябва да бъде уреден от законодателната власт, а не от съда. След излизането на решението на съда, множество политически фигури, сред които Соня Ганди, председател на Индийския национален конгрес, изразяват разочарование от решението на съда и заявяват готовност да инициират законодателна инициатива за отмяна на член 377.

## Военна служба
Военната медицина в редица страни по света изпитва резерви към приемането на хомосексуални в армията, а в някои страни – и към приемането на депатологизацията на тази сексуална ориентация.
- В България военните психиатри следвали подход на масово освобождаване на хомосексуалните лица от наборна военна служба. При обявена от донаборника хомосексуалност, лекарят на наборната военна комисия го изпраща на консултация във ВМА. Ако се установи хомосексуалност, следва освобождаване от казармата. Българският хелзинкски комитет също констатира тази практика:

„Въпреки че в България хомосексуалността на теория вече не се третира като болест, на практика военните психиатри откриват психични разстройство, които я съпровождат, и на това основание освобождават от военна служба поради негодност. Определено може да се каже, че военните психиатри следват подход на масово освобождаване на хомосексуалните лица от военна служба.“
Преминали през тази процедура на освобождаване свидетелстват ( Архив на оригинала от 2008-03-16 в Wayback Machine.), че хомосексуалността им е констатирана посредством интервю и спорният във валидността си проективен тест на Сонди за диагностика на нагоните.
Според проучване Архив на оригинала от 2004-12-23 в Wayback Machine., намиращо се на сайта на Народното събрание на Република България:
- Военната повинност е задължителна без оглед на сексуална ориентация в Швейцария, Ирландия, Русия, Швеция.
- Хомосексуалната ориентация като основание за освобождаване от военна служба не е предвидена изрично, но се извлича по тълкувателен път в Полша, Австрия, Италия, Финландия.
- В Гърция хомосексуалността е забранена сред офицерския състав на въоръжените сили. Ако се окаже, че едно лице е хомосексуално, то е длъжно да подаде оставка. Лицата на редовна военна служба се освобождават от такава, независимо от тяхното изрично желание да служат. Така е уреден въпросът и в Португалия.
- Изрична забрана за военна служба на хомосексуални (за някои военни чинове) е предвидена в САЩ.

Според гей организации мотивите за неприемане на хомосексуални в армията се крият зад високите нива на емоционален стрес, породени от социалната стигматизация и хомофобията.

## Религия
Отношението на религиите към хомосексуалността е различно и варира. Според днешните интерпретации в Авраамистките религии (юдеизъм, християнство, ислям) секса в хомосексуалностата се разглежда като грях (приемайки само хомочувствителността, т.нар. хомофилия), докато будизмът, шинтоизмът и др. не я осъждат и възприемат като неправилна.
Авраамистките религии, които са сред основните световни религии – християнство, юдаизъм, ислям, осъждат хомосексуалните контакти и връзки, макар да има и течения сред тях, които изказват различно мнение, т.е. не се включват в предното и дори подкрепят узаконяването на еднополовите бракове. Такива са, например, Канадската обединена църква, Унитарианската протестантска църква, Метрополитанската комуниална църква, конгрегациите на реформирания юдаизъм, квакерските конгрегации и др. В някои протестантски църкви свободно се назначават и открито-хомосексуални свещеници.
В Стария завет не само мъжеложството е посочено като престъпление, за което се полага смърт (убиване с камъни), но и всеки сексуален контакт между двама мъже (според Левит 18:22 и 20:13). Някои интерпретатори обаче обръщат внимание на текста от 2 Царе 1:26 и връзката на Давид и Йонатан (вж. Давид и Ионатан): „Жалея за тебе, брате Ионатане; ти ми беше много драг; твоята любов за мене беше по-горе от женска любов.“ Някои изследователи, като Джон Босуел, оспорват традиционните вярвания за отхвърлянето на хомосексуалността от Библията.

## Антропология
Множество изследвания, занимаващи се със социалната конструкция на еднополовите връзки, затвърждават позицията, че концепцията за хомосексуалността би била най-добре представена като „хомосексуалности“. Констатацията е, че еднополовите връзки са били и продължават да бъдат организирани в отчетливи категории в различните общества и в различно историческо време. Тези вариации са групирани от културния антрополог Стивън О. Мъри в три отделни асоциативни модела:
- Егалитарен, състоящ се от двама партньори без значение на възрастта. При това и двамата изпълняват равнопоставена, социално приета сексуална роля като хетеросексуални от своя пол. От такъв тип са повечето хомосексуални връзки в съвременното западно общество. Вж. Сексуалност и култури, базирани на половата идентичност
- Полово структуриран, състоящ се от връзка между партньори, играещи различни полови роли. Пример за подобни отношения са традиционните връзки между мъже в средиземноморието, Близкият изток и Централна и Южна Азия, както и хора с Два духа или шаманските практики на промяна на пола в древните общества. В Северна Америка, това е най-добре илюстрирано от маскулино/фемининната практика. Вж. Хомосексуалност и Ислям, Два духа, и Хиджра
- Възрастово структуриран, състоящ се от партньори на различна възраст, обикновено от юноша и по-зрял мъж. Пример за такива взаимоотношения е педерастията сред древните гърци или взаимоотношенията между начинаещ самурай с по-опитни воини; южнокитайските момчешки брачни ритуали; и съществуващите и днес в Централна Азия и Близкия изток практики. Вж. Шудо, Педерастия, Известни педерастични двойки и Хомосексуалност в Китай.

Полово структурираната и възрастово структурираната хомосексуална връзка обикновено представят един партньор, приемащ „пасивна“ роля и един, приемащ „активна“ роля в много по-голяма степен отколкото при егалитарните връзки. В чисто сексуално отношение „пасивна“ е рецептивната роля, тоест приемането половият член на партньора чрез анален секс. Що се отнася до древногръцката култура този модел според някои изследователи е валиден не само за еднополовите връзки. Ученият-класик Дейвид Халпърин заявява, че в класическата епоха в Атина сексуалните обекти биват „не мъже и жени, а активни и пасивни, агресивни и подчинени“. Еднополовият сексуален контакт в Древна Гърция е стриктно съобразяван със социалния статус на двамата участници в него, а оралният или анален контакт е недопустим, той е междубедрен. При полово структурираната женска хомосексуалност в Тайланд, активните партньорки (томс) полагат усилия изцяло в полза доставяне на сексуално удоволствие на пасивните си партньорки (дее) и не позволяват на своите дее да им доставят удоволствие.
Някои антрополози популяризират идеята за четвърти тип хомосексуални взаимоотношения, класово-структурирана хомосексуалност, но болшинството изследователи считат че тя не е независима от останалите категории.
Обикновено в дадено общество и дадена епоха доминантна е само една от формите на хомосексуално общуване, което не означава непременно отсъствие на другите две. Историкът Риктър Нортън отбелязва в „Интеграционни и егалитарни модели“, че в Древна Гърция егалитарните модели на хомосексуална връзка са съществували паралелно с институционализираната педерастия, а практиката на сексуално общуване с непълнолетни е популярна практика и в наши дни, както в хомо, така и в хетеросексуална форма (Вж. ефебофилия, партенофилия). Егалитарната хомосексуалност е доминантна и все по-популярна форма на хомосексуална връзка (сексуална и емоционална) в западното общество, докато другите две форми са все по-слабо застъпени. Културната доминантност на западното общество, понякога прерастваща в културен империализъм, налага този модел на хомосексуално общуване и в други общества.

## Етиология на хомосексуалността
Изживяването и изразяването на хомосексуалността са изключително разнообразни. Ето защо дори обичайно е за хомосексуални в хетеронормативни общества да обичат, а също и да се женят, и да имат деца от представители на противоположния пол – практика, която се прилага главно по социални причини в общества, отхвърлящи или не приемащи добре еднополовите връзки (в англоезичните страни жени служещи като подобни „прикрития“ на хомосексуални мъже дори са получили названието, се наричат жаргонно, beard или „брада“).
Друга причина е, че все пак хората, които са хомосексуални, могат да желаят да продължат рода и затова имат деца в хетеросексуални връзки. В това отношение лесбийките могат да формират двойки и двойките на лесбийки са по-облагодетелствани, тъй като могат да имат бременност чрез изкуствено осеменяване.
Тези адаптации на встъпване в хетеросексуална връзка могат да бъдат разглеждани чисто като форми на ситуационно сексуално поведение, но в действителност имат много дълбоки корени в социалните роли, възприемане и прочее.
Що се отнася до ситуационната хомосексуалност, тя се свързва с хомосексуалните актове в затвори или казарми, където въдворените и служещите имат контакти само с представители на своя пол продължително време.

### Биологични обяснения
Въпреки големия брой изследвания, продължават да се водят дебати по въпроса за причините за хомосексуалността. Нито един от предложените отговори на този въпрос не са еднозначно подкрепени с доказателства. Основните становища са, че хомосексуалността е продукт на вродени конституционални, генетични или хормонални фактори, или че е придобито под въздействието на разнообразни социални фактори след раждането поведение. Съвременното научно мнозинство защитава позицията, че различните форми на хомосексуалността се определят от комплексни фактори.

#### Пренатални хормони и сексуална ориентация
Множество са доказателствата, свързващи влиянието на хормоналните нива по време на пренаталното развитие със сексуалната ориентация. Невробиологията на маскулинизацията на мозъка е относително добре разбрана от науката днес. Естрадиолът и тестостеронът, катализиран от ензима 5-алфа-редуктаза до дихидротестостерон, действат на андрогенните рецептори в мозъка и ги маскулинизират. Когато обаче има проблем с рецепторите (напр. при синдромът на андрогенна нечувствителност) или твърде много андроген (напр. при вродената надбъбречна хиперплазия) се наблюдават физиологични и психологични изменения у индивида. Съществуват становища, че както мъжката, така и женската хомосексуалност са резултат от вариации в тези именно процеси.
През 40-те и 50-те години в САЩ бременни жени с предишни спонтанни аборти са третирани със синтетичния хормон диетилстилбестрол (DES). Целта е да се компенсира недостигът на плацентни хормони, нужни за поддържането на бременността. Забележителното при този препарат е, че той е сходен с тестостерона, но не засяга развитието на половите органи; засяга единствено мозъка и така само нервната система бива изложена на необичайни хормонални нива по време на ембрионалното развитие. Едно изследване върху жени третирани с DES показва, че гледащите на себе си като на лесбийки сред тях са 25% – число в пъти повече от очакваното. Изследването обаче се позовава на малочислени респонденти, а резултатите му не са напълно потвърдени.

#### Физиологични разлики
Няколко изследвания към настоящия момент, включително работата на невролога Симон Льо Ве, показват че са налице разлики между физиологията на хетеросексуалните и хомосексуалните мъже. Такива разлики са открити в структурите на мозъка, вътрешното ухо и в обонянието.
В края на 80-те години учените откриват група от четири невронни струпвания в предния дял на човешкия хипоталамус. Наречени са интерстециални ядра от предния хипоталамус (INAH) и са номерирани с индекс от 1 до 4. Изглежда INAH2 и INAH3 са полово диморфни (различни при мъжете и жените), и най-вече INAH3. През 1991 г. неврологът Симон Льо Ве провежда изследване върху тези образувания и установява, че полово диморфното INAH3 е с по-малки размери при мъже с хомосексуална ориентация, сравнени с мъже с хетеросексуална ориентация. Това изследване на Льо Ве е критикувано заради малочислените обекти на изследване и факта, че много от тях са починали от СПИН, докато изследваните хетеросексуални – не са. Въпреки това към настоящия момент няма доказателства за това, че HIV или действието на СПИН могат да изменят размера на INAH3. По-късни изследвания потвърдиха половата диморфност на INAH3, без да открият такава при другите три интерсцетиални ядра. Самият Льо Ве споделя няколко години след изследването си:
Важно е да се отбележи какво не съм открил. Не съм доказал, че хомосексуалността е генетично детерминирана или че има някаква генетична причина човек да бъде гей. Не съм доказал, че хомосексуалните мъже са родени такива, което е най-честата грешка при интерпретацията на работата ми. Не съм открил и „гей център“ в мозъка. По-малко вероятно е INAH3 да е някакво специално гей ядро в мозъка, отколкото да е част от верига ядра отговорни за сексуалното поведение на мъжете и жените ... Предвид, че изследвах мозъци на възрастни, не можем да сме сигурни, че различията са били налице при раждането, а не са се появили по-късно.
През 2004 г. здравният университет в Орегон докладва, че е открил клетъчна група в хипоталамуса на овцете (oSDN), потенциално аналогична на INAH3, която е два пъти по-голяма при овни, ориентирани към женски, отколкото при ориентираните към други мъжки екземпляри. Същите учени откриха, че хомосексуалните овни имат по-ниски концентрации на ензима ароматаза отколкото хетеросексуалните овни. Този ензим участва в преобразуването на хормона тестостерон в естроген.
Докладвани са различия и в други мозъчни структури. Някои изследователи претендират да са открили анатомични предпоставки за функционалната симетрия в мозъците на гей мъжете. Равномерното разпределение на мозъчните функции, характерно за жените, до голяма степен се определя от влакната, свързващи двете полукълба чрез мазолестото тяло. В предната част на мозъка се намира друга такава свръзка, наречена антериална комисура. Тя е с по-големи размери при жените и у гей мъжете (в сравнение с хетеросексуалните мъже).
Към настоящия момент изследванията върху хомосексуални жени не показват същите тенденции.

## Психология
Хомосексуалността е премахната като психично разстройство от десетата ревизия на Международната класификация на болестите (МКБ-10) с решение на четиресет и третата генерална асамблея на Световната здравна организация (СЗО) на 17 май 1990 г.

### Поведенчески науки
Рихард Фон-Крафт Ебинг в своята книга Psychopathia Sexualis разделя церебралните (или мозъчни) неврози на 4 категории. Към една от тях, параестезия, той класифицира и хомосексуалността. След като интервюира много хомосексуални като лекар, съдебен експерт и след като прочита някои работи свързани с хомосексуалността, Крафт Ебинг достига до заключението, че хомосексуалните не страдат от душевна болест или перверзия. Неговата еволюционистка теория смята хомосексуалността за аномален процес, произхождащ от бременността, еволюциоращ в сексуална инверсия (обръщане) на мозъка. През 1901 г. в статия в „Jahrbuch für sexuelle Zwischenstufen“, той променя термина аномален на диференциация. Различните контексти и детайлите в направените от Ебинг описания на „случаи на хомосексуалност“, отчетливо демонстрират неговото желание да подчертае смущаващите и перверзни аспекти в живота на изучаваните обекти, свързвайки ги с тяхната сексуална ориентация. Трудът на Ебинг полага псевдонаучните основи на стереотипите за хората с хомосексуална ориентация, които се запазват почти цяло столетие: че хомосексуалните са сексуално свръхактивни, но повърхностни астеници, неспособни да поддържат зрели връзки и предразположени към психични разстройства.
В началото на 20 век ранните теоретични дискусии на полето на психоанализата приемат като факт бисексуалността като етап в психологическото развитие на личността. Мащабните изследвания на Алфред Кинси през 40-те години и скалата на половата ориентация на д-р Фриц Клайн през 80-те установяват едно условно разделение, постулирано от техните предшественици.
Много съвременни изследвания, най-забележителните от които „Сексуалното поведение на мъжа“ (1948) и „Сексуалното поведение на жената“ (1953) на проф. Алфред Кинси, установяват, че мнозинството от хората са имали някакво хомосексуално преживяване или са изпитвали хомоеротично чувство и са в една или друга степен бисексуални. Съвременни научни изследвания предполагат, че мнозинството от човешката популация е бисексуално, придържащо се по-скоро към променлива сексуална скала, отколкото към строга категоризация, както обикновено западното общество разглежда природата на половата ориентация. Изследването на Кинси установява, че приблизително четири процента Архив на оригинала от 2013-10-02 в Wayback Machine. от възрастните американци остават преимуществено хомосексуални за цял живот, близо 46% от изследваните мъже са „реагирали“ сексуално на представители и на двата пола, а 37% са имали поне една хомосексуална връзка, довела ги до оргазъм. Въпреки това, натискът на социални стереотипи като полово-ролевото поведение, принуждават хората по-скоро да се категоризират в определена група, отколкото да осъществят сексуален опит, отговарящ напълно на естествения им порив.

### Поведенческа модификация
В миналото широко разпространена е била идеята, че сексуалната ориентация на хомосексуалните лица трябва да бъде променена. С тази цел са използвани химически, хирургични и психологически средства за терапия. Днес те вече са останали в миналото, поради неуспеха, който претърпяват, както и поради промяна на насоките и целите на терапията с хомосексуални пациенти.
Някои консервативни религиозни и психоаналитични групи, най-вече в САЩ, все още смятат, че хомосексуалността е не само променимо, но и патологично състояние. Въз основа на някои психоаналитични теории (като Едиповия комплекс) и методи са разработени различни психологични подходи за промяна на сексуалната ориентация, известни под общото название репаративна (поправяща) или инверсионна (обръщаща) терапия.
Някои от пациентите, подложили се на този оспорван метод за психологична интервенция твърдят, че са променили успешно сексуалната си ориентация и са създали успешно хетеросексуални семейства. Архив на оригинала от 2008-02-20 в Wayback Machine. Те често се обединяват в т.нар. групи на бивши гейове или екс-гейове (Ex-Gay).
Всички водещи национални организации в областта на психичното здраве в САЩ изразяват официално безпокойството си относно терапиите, целящи промяна сексуалната ориентация. Към днешна дата няма адекватно научно изследване, което да показва, че терапията, предназначена за промяна на сексуалната ориентация (наричана понякога репаративна или конверсионна терапия), е безопасна и ефективна.

### Психоанализа
Според Зигмунд Фройд има биографична обусловеност при хомосексуалността, макар да не се изключва и конституционналния характер на ориентацията като при това той поставя ударение върху мъжката хомосексуалност. Според него хомосексуалните не са имали възможност за мъжка идентификация в детството си. Самият той предпочита термина инвертирани и съответно процеса инверсия. Фройд подразделя поведението на хомосексуалистите на три основни разновидности:
- Абсолютно инвертирани – Предпочитат само и единствено своя пол, а противоположния предизвиква у тях сексуално отвращение и хлад.
- Двойно инвертирани (или бисексуални) – Проявяват привличане и към двата пола.
- Случайно инвертирани – Поради известни външни условия, от които най-голям процент заема недостъпността на нормален сексуален обект и подражанието и за това избират обект от своя пол.[67] По-късно той добавя, че хомосексуалността се дължи на изключително интензивно фиксиране върху майката след, което последва идентификация с нея.[68] По-късно през 1915 г. в добавка към книгата си относно сексуалността Фройд пише: „При инверсионният тип може без изключение да се потвърди преобладаването на архаични конституции и на примитивни психични механизми.“[69] Идеята на Карл Юнг за хомосексуалността е свързана с последствията от майчиния комплекс: „Последствията от майчиния комплекс се различават в зависимост от това дали той се проявява при син, или дъщеря. Типичните ефекти при сина са хомосексуалност и донжуанство, а понякога и импотентност. При хомосексуалността цялата хетеросексуалност на сина е свързана с майката в една несъзнавана форма.“[70] Вилхелм Щекел също пише по въпроса за хомосексуалността, но за разлика от Фройд не признава обичайните теории за конституционалния характер на ориентацията. Щекел смята, че хомосексуалността е невроза и се корени в миналото на хората с този тип ориентация и като причина дава омраза към майката, която може да бъде скрита под интензивна привързаност към нея. Той открива, че много от хомосексуалните са отглеждани, възпитавани и наказвани само от жени, при което развиват дълбок страх от тях.[71] И по-нататък Щекел смята, че зад страха от жената се крие един по-общ страх от живота.[72] Карл Абрахам смята, че женския кастрационен комплекс може да доведе до хомосексуалност сред жените като подчертава, че такива жени биха били в мъжката роля в отношенията си.[73] Шандор Ференци въвежда понятията „активна“ и „пасивна“ хомоеротика. Според него пасивният хомосексуален се чувства като жена и търси зрели и силни мъже, а активният се чувства като мъж и търси младежи с женствени черти. Според него пасивните хомосексуални в повечето случаи са натрапливи невротици, което идва от това, че тяхната способност за отдаване е била нарушена при предходна фаза на развитието им.[74] Той нарича пасивните хомосексуални „субектни хомоеротици“, а активните „обектни хомоеротици“.[74] Хелене Дойч поставя главно ударение върху женската хомосексуалност. Според нея връзката както при хомосексуалните мъже, така и при жените имитира връзката мъж-жена, а също така и отношенията майка-дете, при които има симбиоза, която се появява и в отношенията между хомосексуалните жени. Според нея причините не се крият само в един лош баща, но и в провал в отношенията с майката, при което момичето остава с един „копнеж по нея“, който се удовлетворява във връзка с друга жена.[75] Медард Бос, битиен аналитик, причислява хомосексуалността към перверзиите и смята, че те (перверзиите) са изява на „страхово-мрачно-отчаяно битие-в.света, на което поради биографични мотиви, е отказан опитът от сливането с половия партньор“.[76]

Съвременната западна психология подлага методите и теориите на класическата психоанализа на ревизия и критика. Съвременни психоаналитици, като Ричард Исай, не само изоставят патологичната лексика на предшествениците си, но и преосмислят някои от теоретичните им построения.
Няма научно издържани доказателства, че каквито и да било ефекти от средата, като възпитание или образование, са отговорни за развитието на нетипична сексуална ориентация (бисексуалност, хомосексуалност).

## Хомосексуално поведение при животните
Рой и Сайло са два мъжки пингвина в партньорство, отглеждани в Нюйоркската зоологическа градина, които стават двойка. На мъжките е дадено яйце, което не е имало кой да го мъти и те го отглеждат като здраво женско пингвинче на име Танго.
Хомосексуално поведение се наблюдава и е налично и у животните, особено у онези видове, които водят социален начин на живот, в частност морските птици и бозайниците, маймуните и човекоподобните маймуни. Такова поведение е наблюдавано при около 1500 вида, за 500 от които е добре документирано.
Жанет Ман, професор по биология в Джорджтаунския университет във Вашингтон, САЩ, е сред специалистите занимавали се с теории за хомосексуалното поведение у животните, по-специално у делфините. Според нея този тип поведение е еволюционно предимство, минимизиращо вътрешновидовата агресия, особено сред мъжките индивиди.
Някои учени смятат че хомосексуалното поведение при животните може да бъде променено. Към настоящия момент се провеждат научни експерименти за промяна на сексуалната ориентация на хомосексуални овце.
Според изследователя Брус Бейгъмил "животинското царство [прави секс] в много по-голяма сексуална многообразност – включително хомосексуална, бисексуални и нерепродуктивен секс, отколкото научната общност и обществото като цяло са били преди склонни да приемат."

## Възгледи върху хомосексуалността

### История
В миналото, особено Средновековието, е бил широко разпространен възгледът, че хомосексуалността представлява отклонение от нормата. Сред най-ранните причини за това е негативното отношение на някои християнските конфесии към него. По-късно е бил добавен възгледът, че тъй като хомосексуалните контакти не водят до създаване на поколение, хомосексуалността води до липса на поколение, не се предава, и по тази причина няма как да е естествена.

### 20 век
Повечето изследователи смятат, че няма рязко разграничение между хомосексуални и хетеросексуални индивиди, и че всеки човек притежава в някакво процентно съотношение и двата вида наклонност (още от Фройд, който казва, че всеки е бисексуален).
През 1973 г., Американската асоциация по психиатрия изключва хомосексуалността като вид психическо заболяване от своето Диагностично и статистическо ръководство за психическите разстройства (DSM). В своя етически кодекс, Американската психологична асоциация забранява и третира като неетични опити за промяна на сексуалната ориентация чрез психологични средства. Американската академия по педиатрия препоръчва на детските лекари да следят сексуалното развитие на юношите, с оглед да се предотврати вредата от неправилно и дискриминационно отношение спрямо хомосексулани подрастващи. Целта е хомосексуалните младежи да получават разбиране, подкрепа и адекватно образование за сексуалността и сексуалното здраве. Подобно на Американската психологична асоциация, академията по педиатрия изтъква вредата от опити за промяна на сексуалната ориентация.
През 1991 г. Световната здравна организация също премахва хомосексуалността от Международната статистическа класификация на заболяванията и свързаните здравни проблеми (ICD-10).

#### Изследвания на мозъчната активност
Други изследвания се концентрират върху активността на различните мозъчните дялове. Еднозначността на тези изследвания се оспорва от други, които показват, че при известен процент хетеросексуални лица мозъчните структури и/или тип активност са както при хомосексуалните и/или транссексуалните лица. На тази база някои изследователи предполагат, че вероятно сексуалността на човека се определя не само от структурата и активността на мозъка, но и от други фактори.

#### Полова идентичност
Изследвания на детското развитие показват, че проявите на признаци на хомосексуално полово поведение и по-точно нетипична социополова идентичност в ранна възраст у децата са до известна степен свързани с хомосексуална ориентация след настъпването на пубертета. Не всички малки момчета, които проявяват традиционно женствено поведение, както и не всички малки момичета, които имат по-скоро мъжко поведение стават хомосексуални. От друга страна, над 2/3 от хомосексуалните мъже имат спомени да са проявявали нетипична социополова идентичност и женствено поведение в ранна възраст.

#### Дактилоскопия
Дактилоскопски изследвания (сравняване на пръстови отпечатъци) сочат, че значителен процент хомосексуални мъже се различават от хетеросексуалните мъже по начин, който наподобява различията между хетеросексуалните жени и хетеросексуалните мъже.

#### Антропологични изследвания
При някои култури от Карибския регион, при които е прието момчетата да бъдат обличани и възпитавани до началото на пубертета като момичета; истинският им пол им се съобщава едва тогава. Отбелязано е, че между 40 и 50% от така възпитаните момчета, отказват да приемат „смяната на пола“ и продължават да смятат себе си за жени. С израстването и промененото отношение на околните този процент намялява, за да достигне около 20-годишна възраст около 15%.

### На английски
- American Psychological Association. (2008). Answers to your questions: For a better understanding of sexual orientation and homosexuality. Washington, DC: Author. Достъпно на български.
- American Psychological Association. (2012). Guidelines for psychological practice with lesbian, gay, and bisexual clients. American Psychologist, Vol 67(1), pp. 10 – 42. DOI:10.1037/a0024659
- Herek, G.M. (2010). Homosexuality. In I. Weiner & W. Craighead (Eds.), The Corsini encyclopedia of psychology (Vol. 2, pp. 774 – 6). Hoboken, N.J: Wiley. ISBN 0-470-17026-3
- Institute of Medicine. (2011). The Health of Lesbian, Gay, Bisexual, and Transgender People: Building a Foundation for Better Understanding. Washington, DC: National Academies Press. ISBN 0-309-21061-5